# Robillarda sessilis
Robillarda sessilis är en svampart som först beskrevs av Pier Andrea Saccardo, och fick sitt nu gällande namn av Pier Andrea Saccardo 1880. Robillarda sessilis ingår i släktet Robillarda, divisionen sporsäcksvampar och riket svampar.   Inga underarter finns listade i Catalogue of Life.